# Salt d'aigua del Tenes
El Salt d'aigua del Tenes és un salt d'aigua del terme municipal de Bigues i Riells, dins del territori del poble de Riells del Fai, al Vallès Oriental. Tanmateix, en el punt superior del salt hi ha el punt de trobada dels termes municipals de Bigues i Riells, Sant Feliu de Codines i Sant Quirze Safaja.
Està situat a l'extrem nord-oest del terme, també al nord-oest de Riells del Fai, al capdamunt de la Vall de Sant Miquel, a prop i a ponent de Sant Miquel del Fai. El forma el curs del Tenes en el moment que l'aigua salta el Cingle del Fitó, que és la continuïtat cap a ponent dels Cingles de Bertí.
És, juntament amb el Salt d'aigua del Rossinyol i el Salt d'aigua del Torrent del Gat, una de les espectaculars cascades que hi ha en aquella vall, als peus de Sant Miquel del Fai.